# Elżbieta Szmytka
Elżbieta Szmytka (ur. 1956) – polska śpiewaczka operowa (sopran).
Absolwentka I LO w Legnicy i  Akademii Muzycznej w Krakowie (klasa prof. Heleny Łazarskiej). Debiutowała w 1982 w Operze Krakowskiej (debiut zagraniczny w 1984 w Królewskiej Operze w Brukseli). Występowała m.in. w Deutsche Oper w Berlinie, Grand Theatre w Genewie, Nederlandse Opera w Amsterdamie, Staatsoper w Wiedniu, Teatrze Wielkim w Moskwie, Teatro Colón w Buenos Aires a także m.in. koncertowała w Carnegie Hall w Nowym Jorku i Royal Albert Hall w Londynie. Współpracowała z takimi dyrygentami jak: Claudio Abbado, Pierre Boulez, John Eliot Gardiner, Neville Marriner, Marc Minkowski, Simon Rattle. Laureatka Grand Prx oraz I nagrody 29. Międzynarodowego Konkursu Wokalnego w ’s-Hertogenbosch w 1982. Laureatka Nagrody im. Karola Szymanowskiego w 2013.
Wybrane role operowe:
- Händel – Alcina jako Alcina
- Mozart – Così fan tutte jako Despina
- Mozart – Czarodziejski flet jako Królowa Nocy i Pamina
- Verdi – Don Carlos jako Tebaldo
- Verdi – Falstaff jako Nanetta
- Donizetti – Napój miłosny jako Adina
- Verdi – Rigoletto jako Gilda
- Verdi – Traviata jako Violetta
- Mozart – Wesele Figara jako Zuzanna